# الحدب (قفل شمر)

تعديل مصدري - تعديل

الحدب هي إحدى قرى عزلة الدانعي بمديرية قفل شمر التابعة لمحافظة حجة، بلغ تعداد سكانها 481 نسمة حسب تعداد اليمن لعام 2004.